# Marko Radić
Marko Radić (srbskou cyrilicí: Марко Радић, * 1. října 1985, Bělehrad) je srbský fotbalový obránce.

## Klubová kariéra
V mládežnických kategoriích nastupoval za FK Obilić. Prvním seniorským týmem byl Radnički Bělehrad, ze kterého se v roce 2008 dostal na Slovensko. V nižších slovenských soutěžích nastupoval za Čadcu a Púchov.

### MFK Ružomberok
V únoru 2009 byl na testech, na kterých neuspěl. Na stálo do Ružomberka přišel v létě 2010. Debut v nejvyšší slovenské soutěži si připsal dne 17. července 2010 proti Tatranu Prešov, odehrál 52 minut.

### Wisła Płock
Do Wisły přišel v roce 2012. S klubem dokázal postoupit do Ekstraklasy. Za Płock odehrál 102 soutěžních zápasů a vstřelil 7 branek.

### SFC Opava
Dne 8. července 2016 podepsal dvouletou smlouvu v Opavě. V opavských barvách vyhrál Fortuna národní ligu, zahrál si i ve finále MOL Cupu. Premiéru v nejvyšší soutěži si připsal 3. srpna 2018 proti pražské Slavii, kdy odkopal celé utkání. V SFC nastoupil do 33 zápasů, při kterých si připsal 2 góly.
Od roku 2020 působí v slovenských amatérských týmech, jmenovitě v Spartaku Kvašov a ŠK LR Crystal Lednické Rovne.